# Stigmatisierung
Unter Stigmatisierung wird in der Soziologie ein Prozess verstanden, durch den Individuen bestimmte andere Individuen in eine bestimmte Kategorie von Positionsinhabern einordnen,
- durch Zuschreibung von Merkmalen und Eigenschaften, die diskreditierbar sind;
- durch Diskreditierung von Merkmalen und Eigenschaften, die diskreditierbar sind;
- durch Diskreditierung bereits vorhandener, sichtbarer Merkmale und Eigenschaften.[1][2]

Wenn eine Person oder eine Gruppe von Personen von anderen durch gesellschaftlich oder gruppenspezifisch negativ bewertete Merkmale charakterisiert wird, wird sie dadurch in sozialer Hinsicht diskriminiert.
Ein Stigma (griechisch στίγμα für Stich, Wundmal) ist eine unerwünschte Andersheit gegenüber dem, was wir erwartet hätten. Ein Stigma ist eine Verallgemeinerung einer spezifischen Handlung oder Eigenheit einer Person auf deren Gesamtcharakter. Dabei bewirkt das Stigma einen Status der Person, der gegenüber ihren übrigen Eigenschaften hervorsticht.
Erving Goffman betrachtete Stigma als Beispiel für die Kluft zwischen dem, was eine Person sein sollte (ihrer virtuellen sozialen Identität), und ihrer wirklichen sozialen Identität, d. h., was sie wirklich ist.

## Beschreibung
Zur Stigmatisierung gedacht waren ursprünglich echte Leibesstrafen zum Zweck der öffentlichen Ächtung, wie bis in die Neuzeit hinein das Scheren der Haare (für Hurerei) oder des Bartes oder das Abschneiden der Ohren (für Ehrverlust), heute noch manchenorts im Rechtskreis der Scharia das Abschlagen einer Hand (für Diebstahl). In Frankreich wurden Galeerensträflinge oder Deportierte mit der französischen Lilie lebenslang gebrandmarkt. Ein bekanntes Beispiel des 20. Jahrhunderts war während der Zeit des Nationalsozialismus die Kennzeichnung von Häftlingen in mehreren Konzentrationslagern durch Eintätowierung einer Häftlingsnummer auf dem linken Arm.
Das soziale Stigma als Brandmal kennzeichnet somit ein Auffälligkeitsmerkmal, das als Ausdruck der Abwertung Einzelner oder von Gruppen Ursache und Folge sozialer Randständigkeit sein kann.
Daher sind in der Regel sogenannte Randgruppen betroffen, die gemeinsame, negativ bewertete Merkmale haben, durch die sie von anderen Mitgliedern der Gesellschaft unterschieden werden (siehe auch Vorurteil, Klischee). Daraus ergibt sich ein Teufelskreis: Randgruppen werden stigmatisiert, Stigmatisierung führt zu Ausgrenzung und Randgruppenbildung.
Erving Goffman vermutet, dass die Stigmatisierungsprozesse „eine allgemeine gesellschaftliche Funktion haben – nämlich Unterstützung für die Gesellschaft bei denen einzuholen, welche nicht von der Gesellschaft unterstützt werden“. Es ist eine Reaktion auf nicht erfüllte Normerwartungen, da dadurch die gemeinsamen Normen weit jenseits derer, die sie voll erfüllen, aufrechterhalten werden können.
Beispiele für soziale Stigmata waren oder sind das Vorliegen von Vorstrafen, Obdachlosigkeit, Drogenabhängigkeit, körperliche oder geistige Behinderungen, psychische Störungen, Krankheiten (z. B. Lepra, HIV/AIDS, Hautkrankheiten), aber auch die sexuelle Orientierung oder die Zugehörigkeit zu einer bestimmten Nationalität, Religion oder Volksgruppe, wie dies oft für „Zigeuner“ galt.
Auf subtilere Weise wird auch bereits die Armut zum sozialen Stigma, wenn sie etwa als mangelnde Leistungsbereitschaft charakterisiert wird, wenn die Schuld für Armut alleine in einem persönlichen Versagen gesucht wird, wenn Betroffenen projektiv ein Ausruhen in der deutlich ideologisch postulierten, jedoch tatsächlich inexistenten ‚sozialen Hängematte‘ unterstellt wird, etwa bei Arbeitslosen. Sichtbares Merkmal ist dabei etwa die Kleidung der Betroffenen, an der der soziale Status für jeden ablesbar ist (siehe auch Soziologie). Dieser sichtbaren Stigmatisierung wollte etwa die Arbeiter-Jugendkultur der Mods in England entgegenwirken, indem demonstrativ teure Kleidung getragen und die Oberschicht imitiert wurde.
Die Menschenrechte in der Tradition der europäischen Aufklärung widersprechen u. a. der Stigmatisierung von Personen und sollen ihr entgegenwirken.

## Stigmaforschung
In der Stigmaforschung werden einerseits die Prozesse erforscht, die zur Stigmatisierung führen, andererseits die Formen des Umgangs der von Stigmatisierung betroffener Personen mit dem Stigma (Stigmamanagement). Hierbei wird grundsätzlich zwischen Stigmatisierung auf gesellschaftlicher und auf individueller Ebene unterschieden.
Als Verfahren zur Feststellung des Ausmaßes von Stigmatisierung hat sich die Messung der erwünschten „sozialen Distanz“ als häufig angewandte Methode bewährt: Die untersuchten Personen werden danach befragt, ob sie jemanden mit dem spezifischen Stigmatisierungsmerkmal (z. B. einer psychischen Erkrankung) als Mieter, Nachbarn oder Babysitter akzeptieren würden. Vertiefend wird gefragt, ob die befragte Person in eine Familie einheiraten würde, in der Menschen mit dem spezifischen Stigmatisierungsmerkmal leben, oder ob die untersuchte Person solche Menschen in ihren sozialen Kreis aufnehmen würde oder als Mitarbeiter empfehlen würde.
Goffman entwickelt eine Typologie des Umgangs mit Stigmata im Alltag. Er unterscheidet zwischen verschiedenen Formen des Umgangs wie Enthüllung, Verdrängung, Kompensation, Inanspruchnahme gesetzlicher Schutzmechanismen. Bei nicht sichtbaren Stigma-Merkmalen (z. B. frühere Gefängnisstrafe, Spielschulden) entscheidet eine betroffene Person über Geheimhaltung oder Enthüllung. Beides kann je nach Adressat sowohl ungünstige wie günstige Auswirkungen haben. Auch auf Seiten der Interaktionspartner von durch Stigmatisierung bedrohten Personen wird Stigmamanagement betrieben (Ignorieren des Stigmas, Empathie, Meiden von Stigmaträgern usw.).
Vergleichende Untersuchungen über die Stigmatisierung psychisch Kranker in Nigeria und Deutschland ergaben, dass Stigmatisierungen in Deutschland wesentlich seltener zu erwarten sind als in Nigeria, was auf den besseren Informationsstand über diese Krankheiten in Deutschland zurückzuführen sein könnte. Andererseits weisen Untersuchungsergebnisse einer Zürcher Forschungsgruppe darauf hin, dass sich auch die besonders gut über die Sachverhalte informierten Fachleute in ihrem Antwortverhalten bezüglich sozialer Distanz kaum von der Durchschnittsbevölkerung unterscheiden. Diese Ergebnisse haben kritische Fragen nach dem Rollenbild und der Funktion von Psychiatern in der Verhütung und Bekämpfung von Stigmatisierungen psychisch Kranker bestärkt.